# 张道吾
张道吾（1907年—1975年），男，山西赵城人，中华人民共和国政治人物，曾任新华书店总经理，中華人民共和國第一輕工業部副部长。